# Beta Motor

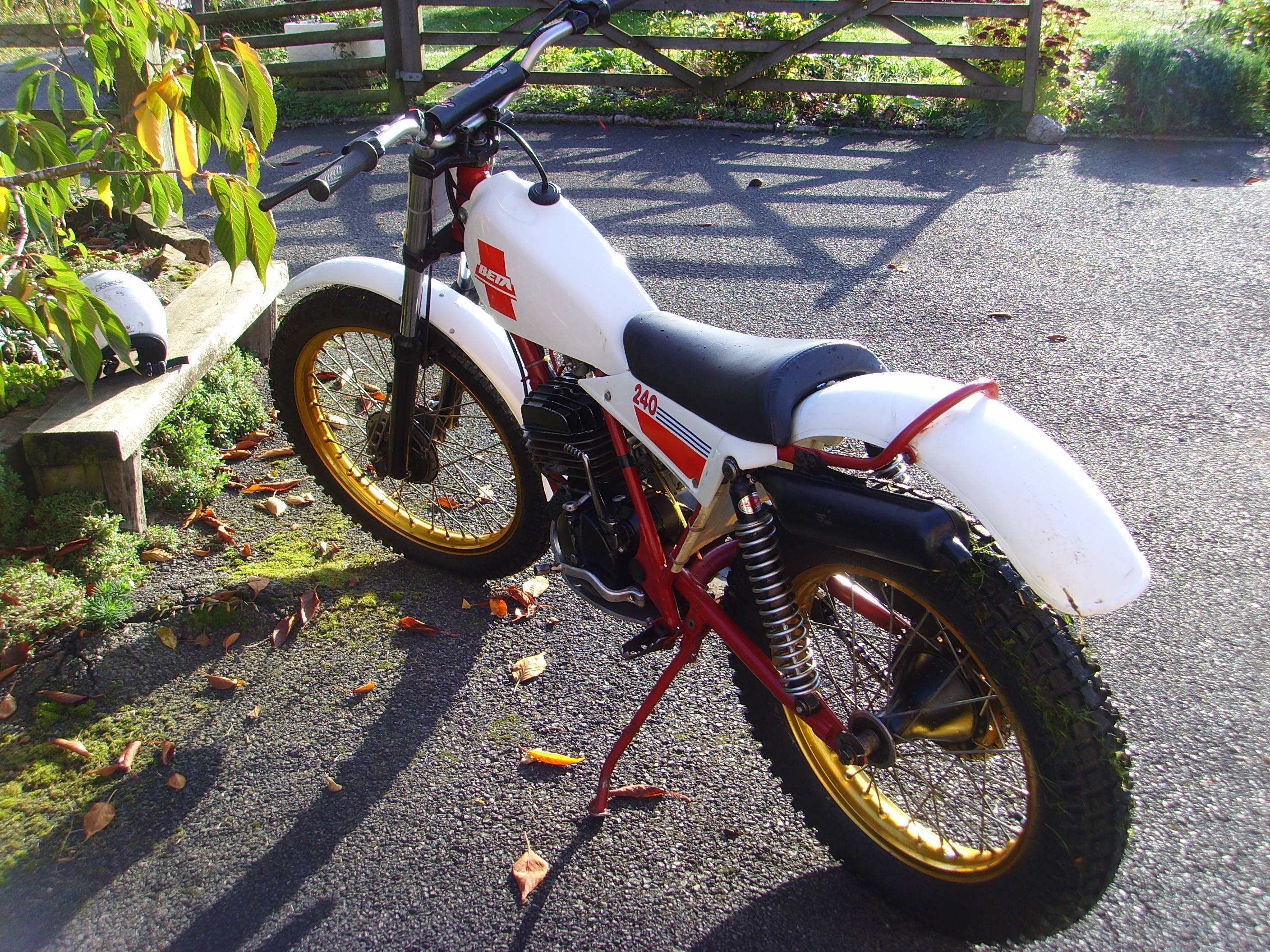
Beta TR240 200cc, ano 1983

Betamotor S.p.A. é uma companhia motociclística italiana, sediada em Florença, especialista em motos off-road. 

## História
A companhia foi fundada em 1904 ainda Società Giuseppe Bianchi.